# 30275 Eskow
30275 Eskow è un asteroide della fascia principale. Scoperto nel 2000, presenta un'orbita caratterizzata da un semiasse maggiore pari a 2,5936280 UA e da un'eccentricità di 0,1759962, inclinata di 2,18879° rispetto all'eclittica.